# Copa da Escócia de 1930–31
A Copa da Escócia de 1930-31 foi a 53º edição do torneio mais antigo do futebol da Escócia. O campeão foi o Celtic F.C., que conquistou seu 13º título na história da competição ao vencer a final contra o Motherwell F.C., pelo placar de 4 a 2.

## Premiação
| Copa da Escócia de 1930-31       |
| Escócia                          |
| -------------------------------- |
| Celtic F.C. Campeão (13º título) |